# ريه أوسوي
ريه أوسوي (臼井 理恵) (28 ديسمبر 1989 في طوكيو في اليابان – )؛ هي لاعبة كرة قدم كانت تلعب كمدافع. ولعبت مع منتخب اليابان لكرة القدم للسيدات.